# カーテンウォール施工技能士
カーテンウォール施工技能士（カーテンウォールせこうぎのうし）とは、国家資格である技能検定制度の一種で、都道府県知事（問題作成等は中央職業能力開発協会、試験の実施等は都道府県職業能力開発協会）が実施する、カーテンウォール施工に関する学科及び実技試験に合格した者をいう。
なお、職業能力開発促進法により、カーテンウォール施工技能士資格を持っていないものがカーテンウォール施工技能士と称することは禁じられている。また、資格を表記する際には「1級カーテンウォール施工技能士」、「2級カーテンウォール施工技能士」のように等級を明示する必要がある。等級の非表示、等級表示位置の誤り、職種名の省略表示などは不可である。
カーテンウォール施工技能士は、職業訓練指導員 (サッシ・ガラス施工科)の試験の一部（二級は実技試験のみ、一級は実技試験と、学科試験のうち関連学科）が免除される。

## 級別
1級、2級の別がある。

## 実技作業試験内容（金属製カーテンウォール工事作業）
- 1級
  - 要素試験：写真、図面、実物材料等により、吊込み方法等の判定、ファスナー取付けの判定、取付け方式の判定、打込みアンカーの判定、アンカー納まりの判定、取付け墨の判定等について行う。試験時間＝27分
  - ペーパーテスト：図面によりカーテンウォールの施工手順、施工方法、人員計画等について行う。試験時間＝2時間
- 2級
  - 要素試験：写真、図面等により、ファスナー取付けの判定、取付け方式の判定、打込みアンカーの判定、アンカー納まりの判定、附属部材の納まりの判定、吊込み方法の判定等について行う。試験時間＝18分
  - ペーパーテスト：図面によりカーテンウォールの施工手順、施工方法、人員計画等について行う。試験時間＝2時間